# Tisvilde Hegn
Tisvilde Hegn er et statsejet naturområde i Nordsjælland, der strækker sig langs Kattegatskysten fra Tisvildeleje til Asserbo og Liseleje. Omkring 1800 begyndte man at tilplante det som en plantage. Området var fra omkring 1500 blevet hærget af omfattende sandflugt, og i det 18. århundrede var mange gårde blevet forladt, fordi jorden ikke længere kunne dyrkes. På dette tidspunkt iværksatte man de første forsøg på at stoppe sandet.

## Landskabet
Tisvilde Hegn omfatter ca. 7,5 km af kyststrækningen mellem Tisvilde og Liseleje, og afgrænses i øvrigt af byerne Asserbo, Ramløse og Tibirke. I tilknytning til skoven findes blandt andet det tidligere militære øvelsesterræn Melby overdrev, Tibirke kirke, Tibirke bakker, Holløse Bredning, Ellemosen, samt Asserbo og Liseleje Plantage. Af stednavne kan desuden nævnes Asserbo slotsruin, Horsekær, Harehøj, Røhl's kilde, Enebærdalen, Torup landsby. Mod vest består området hovedsageligt af tidligere havbund.

## Dyre- og planteliv
Den varierede beplantning giver plads til et forskelligartet dyreliv. Her findes et stort tal af krybdyr og mange arter af insekter og rovdyr. Flere arter af småfugle, der ellers ikke findes i Østdanmark lever også her, det drejer sig bl.a. om hedelærken. Sjældne arter som sortspætten er også udbredt i området. I 1976 indførte man krondyr fra Dyrehaven, samtidig med at der også er rådyr.

## Lokaliteter
Tisvilde Hegn rummer flere lokaliteter, som er populære udflugtsmål. Det er blevet anslået at Tisvilde Hegn besøges af over en halv mio. gæster hvert år. Kyststrækningen huser en af Nordsjællands mest populære badestrande, og på visse sommerdage kan hele området have besøg af over 10.000, primært badegæster. En anden populær lokalitet er Troldeskoven, den rummer mange 100-200 år gamle fyrretræer. Mange af dem er med tiden blevet stærkt forkrøblet af både vind og skadedyrsangreb. Skoven rummer også Asserbo slotsruin. Borgen blev opført, hvor der tidligere havde ligget et kloster. Pga. sandflugt og ildebrand blev borgen forladt. Sten fra murværket blev genbrugt som byggemateriale af de lokale. Mellem Ellemosen og Holløse Bredning ca. 500 meter øst for skoven blev der i 1940'erne fundet et ældgammelt vejanlæg, det består af en stolpebro, hvis alder blev anslået til ca. 4.800 år, og en stenvej, der er ca. halvt så gammel. Det er kun stenvejen der er synlig.

## Historie
For omkring 4.000 år siden førte landhævning til, at den nuværende Arresø blev afskåret fra Kattegat. Området mod øst er gammel landjord og markeres tydeligt i terrænet ved den gamle kystskrænt. Indtil omkring 1500 havde området huset spredte bebyggelser, men i løbet af de følgende par århundreder blev det lagt øde af den omfattende sandflugt. Omkring 1700 var landsbyen Torup allerede blevet fuldstændigt forladt, mens Tisvilde og Tibirke var stærkt truet af affolkning. På dette tidspunkt havde man forgæves forsøgt at stoppe sandflugten ved hjælp af læhegn.
I 1724 blev det besluttet at intensivere indsatsen for at redde området. Tyskeren Johan Ulrich Röhl blev ansat til at lede arbejdet. Metoden var at flytte tang fra stranden for at lægge det på sandet. Meningen var at dæmpe sandvandringen og holde på fugten. Desuden blev der gravet grøfter, sat gærder og plantet marehalm og hjælme. I 1730'erne lykkedes arbejdet med at stoppe sandflugten, men Röhl selv blev afskediget pga. utilfredshed med hans hårdhændede behandling af arbejderne.
Omkring 1800 begyndte man at tilplante det hidtil golde område med skov. Pga. de varierende jordbundsforhold måtte man udplante forskellige typer af træer. De steder, der var dækket af muld, kunne man sætte bøg og eg, mens det kun var gran og fyr, der kunne trives på de meget sandede arealer. I begyndelsen af 20. århundrede var hele området mellem Liseleje og Tisvilde dækket af skov.

## Naturbeskyttelse
Området er omfattet af det europæiske Natura 2000 samarbejde, da det er hjemsted for en række plante og dyrearter, der er beskyttet ifølge EU’s direktiver, og udgør, sammen med  Melby Overdrev, Natura 2000-område nr. 135 Tisvilde Hegn og Melby Overdrev. Naturpakken 2016 medførte  i 2018 at der i Tisvilde Hegn blev udpeget 1.202 hektar urørt løvskov og 433 ha anden biodiversitetsskov.

### Nationalpark
Tisvilde Hegn indgår i Nationalpark Kongernes Nordsjælland.